# Arabicnemis caerulea
Arabicnemis caerulea är en trollsländeart som beskrevs av James Waterston 1984. Arabicnemis caerulea ingår i släktet Arabicnemis och familjen flodflicksländor. IUCN kategoriserar arten globalt som sårbar. Inga underarter finns listade i Catalogue of Life.